# Saison 2 de L'amour est dans le pré
La deuxième saison de L'amour est dans le pré, est une émission de télévision française de téléréalité, diffusée chaque semaine sur M6 du lundi 2 juillet 2007 au lundi 13 août 2007. Elle est présentée par Alessandra Sublet.
Les portraits des 9 agriculteurs participants à cette saison ont été diffusés le 27 décembre 2006. 

## Production et organisation

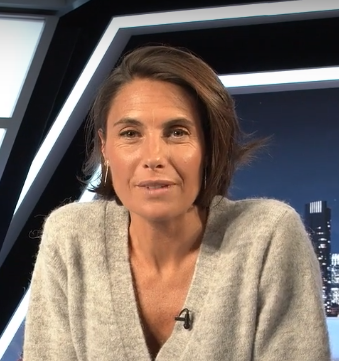
Alessandra Sublet présente l'émission.

Alessandra Sublet présente cette édition.

## Participants
Ci-après, la liste des 9 participants de cette saison, :
| Participants | Participants | Profession    | Âge    | Localisation | Intéressé(e) par les |
| ------------ | ------------ | ------------- | ------ | ------------ | -------------------- |
| ♂            | Dominique    | Non connue(s) | 39 ans | Non connues  | Femmes               |
| ♂            | Frédéric     | Non connue(s) | 36 ans | Non connues  | Femmes               |
| ♂            | Gabriel      | Non connue(s) | 24 ans | Non connues  | Femmes               |
| ♂            | Hubert       | Non connue(s) | 33 ans | Non connues  | Femmes               |
| ♂            | Patrice      | Non connue(s) | 28 ans | Non connues  | Femmes               |
| ♂            | Philippe     | Non connue(s) | 48 ans | Non connues  | Femmes               |
| ♀            | Sandrine     | Non connue(s) | 26 ans | Non connues  | Hommes               |
| ♂            | Thierry      | Non connue(s) | 33 ans | Non connues  | Femmes               |
| ♂            | Victor       | Non connue(s) | 27 ans | Non connues  | Femmes               |

## Résumé
Ci-après, le résumé de cette saison à l'issue de la diffusion de l'épisode bilan, :
- Dominique avait invité à la ferme Nathalie et Sandrine. Finalement éconduit par ses deux prétendantes, il a tenté de reprendre contact avec Sandrine, en vain.
- Gabriel et Patrice ont arrêté l'émission après la diffusion des portraits.
- Hubert a rencontré Cindy, qui a finalement préféré arrêter leur rencontre.
- Philippe a rencontré Michèle et ils forment un couple, qui s'est renforcé hors caméras.
- Sandrine a rencontré Éric et ils forment désormais un couple.
- Thierry a rencontré Stéphanie et ils forment un couple.
- Victor n'a pas trouvé l'amour.

## Audiences et diffusion
En France, l'émission est diffusée les mercredis et lundis : 27 décembre 2006 pour les portraits, et du 2 juillet au 13 août 2007 pour le reste de la saison. Un épisode dure environ 1 h 40 (publicités incluses), soit une diffusion de 20 h 50 à 22 h 30.
| Épisode | Jour et horaire de diffusion              | Nombre de téléspectateurs | Part de marché (sur les 4 ans et plus) | Réf.  |
| ------- | ----------------------------------------- | ------------------------- | -------------------------------------- | ----- |
| 1       | Mercredi 27 décembre 2006 (22:35 - 00:30) | 1 360 000                 | Non connu.                             | [ 1 ] |

| Épisode            | Jour et horaire de diffusion          | Nombre de téléspectateurs | Part de marché (sur les 4 ans et plus) | Classement des audiences | Réf.     |
| ------------------ | ------------------------------------- | ------------------------- | -------------------------------------- | ------------------------ | -------- |
| 1                  | Lundi 2 juillet 2007 (20:50 - 22:30)  | 3 570 000                 | 14 %                                   | Non connu.               | [ 1 ]    |
| 2                  | Lundi 9 juillet 2007 (20:50 - 22:30)  | 4 000 000                 | 16,5 %                                 | Non connu.               | [ 1 ]    |
| 3                  | Lundi 16 juillet 2007 (20:50 - 22:30) | 3 800 000                 | 16,4 %                                 | Non connu.               | [ 1 ]    |
| 4                  | Lundi 23 juillet 2007 (20:50 - 22:30) | 4 477 720                 | 19,6 %                                 | Non connu.               | [ 5 ]    |
| 5                  | Lundi 30 juillet 2007 (20:50 - 22:30) | 3 740 880                 | 16,9 %                                 | Non connu.               | [ 6 ]    |
| 6                  | Lundi 6 août 2007 (20:50 - 22:30)     | 4 251 000                 | 20,5 %                                 | 2e                       | [ 7 ]    |
| 7                  | Lundi 13 août 2007 (20:50 - 22:30)    | 3 740 880                 | 19,4 %                                 | 2e                       | [ 8 ]    |
|                    |                                       |                           |                                        |                          |          |
| Bilan de la saison | Bilan de la saison                    | 3 940 000                 | 17,6 %                                 | –                        | [ n° 1 ] |

Légende :
- plus hauts scores d'audiences
- plus bas scores d'audiences